# Distretto di Mathura
Mathura è un distretto dell'India di 2 069 578 abitanti. Capoluogo del distretto è Mathura.